# PDIA2
PDIA2‏ (Protein disulfide isomerase family A member 2) هوَ بروتين يُشَفر بواسطة جين PDIA2 في الإنسان.

## طالع أيضًا
- بروتين إيزوميراز ثنائي الكبريتيد
- بروتين إيزوميراز ثنائي الكبريتيد A3